# NGC 3572
NGC 3572 ist ein junger, galaktischer Offener Sternhaufen im Sternbild Carina. NGC 3572 ist etwa 8.700 Lichtjahre von unserem Sonnensystem entfernt und einen Durchmesser von 7 Bogenminuten. Er wurde am 14. März 1834 von John Herschel entdeckt.